# Villebougis
Villebougis é uma comuna francesa na região administrativa de Borgonha-Franco-Condado, no departamento de Yonne. Estende-se por uma área de 11,81 km². Em 2010 a comuna tinha 651 habitantes (densidade: 55,1 hab./km²).